# Ramin Abtin
Ramin Abtin (* 22. Juli 1972 in Neunkirchen (Saar)) ist ein ehemaliger deutscher Kickbox-Weltmeister, Sportpädagoge und seit 2013 Trainer der Sat.1-Abnehmshow The Biggest Loser.

## Leben
Ramin Abtin, dessen Vater Iraner und Mutter Deutsche ist, zog 1981 mit seinen Eltern nach Straubenhardt bei Pforzheim (Baden-Württemberg). Heute lebt er in Pforzheim.
Nach dem Abitur im Jahr 1992 absolvierte er seinen Zivildienst an einer Schule mit Sonderpädagogischem Bildungs- und Beratungszentrum (SBBZ), Förderschwerpunkt körperliche und motorische Entwicklung, in Karlsbad.
Im Anschluss schloss er erfolgreich eine Ausbildung zum Sport- und Gymnastiklehrer sowie eine Ausbildung zum Sporttherapeuten (DVGS) an der Berufsfachschule für Sportgymnastik und Krankengymnastik Waldenburg/Hohenlohe ab. Darüber hinaus verfügt Abtin über Zusatzqualifikationen im trainingstherapeutischen und orthopädischen Feld, namentlich der Medizinischen Trainingstherapie (MTT) und der Rehasport-Übungsleitung (Orthopädie).
Seit 2013 ist Abtin bei Sat.1 als Coach in der Abnehm-ShowThe Biggest Loser zu sehen, welche seit 2012 von Christine Theiss und seit 2024 gemeinsam mit ihm moderiert wird.
Gemeinsam mit Dirk Effenberg gründete er im Jahr 2016 die Kampfsport Akademie Karlsbad, in der er auch als Trainer tätig ist. Viele ehemalige Kandidaten aus The Biggest Loser trainieren weiterhin mit dem Coach.
Abtin nahm im August 2020 an der 8. Staffel von Promi Big Brother teil.
Über Abtins Privatleben ist wenig bekannt. Er lebt mit zwei Bulldoggen zusammen und hört mit Vorliebe Metal (Iron Maiden, Symphony X, Dio etc.). Zudem ist er Filmenthusiast und -sammler und ernährt sich seit 1993 vegetarisch.

## Sportliche Laufbahn
In seiner Jugend übte sich Abtin beim Tae-Kwon-Do und gewann in Folge nationale und internationale Titel. Er wechselte 1992 zum Kickboxen und ist einer der wenigen Sportler, die gleichzeitig Titel im Semikontakt, Leichtkontakt und Vollkontakt errungen haben.
Bereits als Amateur gewann er nationale wie internationale Titel und gehörte von 1994 bis 1999 zum Nationalteam der World Association of Kickboxing Organizations (WAKO).
Bei der World Karate and Kickboxing Association (WKA) startete Abtin seine Profikarriere, als der heutige Welt-Präsident Klaus Nonnemacher sein erster Manager wurde. Der Wechsel zu Mladen und Pavlica Steko beförderte seine Karriere. Er erhielt 2002 nach zahlreichen Siegen die Chance auf einen WM-Kampf im Supermittelgewicht/Halbschwer gegen den Briten Austin Caverly, den er in der 12. Runde durch K. o. gewann. Diesen Titel verteidigte Abtin von 2002 bis 2009 insgesamt elfmal.
2009 musste er aufgrund einer Rückenverletzung und nach anschließendem operativen Eingriff 2011 seine Karriere als Kämpfer beenden. Danach widmete er sich weiterhin als Trainer dem Kampfsport. Unter anderem bereitete Abtin die Profi-Kickboxerin Christine Theiss auf drei ihrer WM-Kämpfe vor.